# Чернявський Олександр Петрович
Олександр Петрович Чернявський (нар. 8 серпня 1954) — радянський футболіст, що грав на позиції захисника. Найбільш відомий за виступами у складі команди другої ліги «Спартак» з Житомира, за яку зіграв понад 270 матчів у чемпіонаті. Після закінчення виступів на футбольних полях — футбольний функціонер.

## Біографія
Олександр Чернявський розпочав виступи на футбольних полях у 1974 році у складі аматорської команди «Прогрес» з Бердичева. У 1975 році він стає гравцем команди другої ліги «Автомобіліст» з Житомира. У цьому ж році Чернявський стає срібним призером чемпіонату УРСР, який проводився у рамках зонального турніру серед українських команд другої ліги. У 1977 році перейшов до складу команди першої ліги «Спартак» з Івано-Франківська, проте зіграв у складі івано-франківців лише 3 матчі, та повернувся до житомирської команди, яку цього року перейменували на «Спартак». У складі житомирської команди грав до 1983 року аж до завершення виступів на футбольних полях, загалом зіграв у її складі 277 матчів у другій лізі. Після завершення виступів на футбольних полях у 2007—2011 роках Олександр Чернявський був головою Житомирської обласної федерації футболу.

## Досягнення
- Срібний призер Чемпіонату УРСР з футболу 1975, що проводився у рамках турніру в шостій зоні другої ліги СРСР.